# Hochwildstelle
Die Hochwildstelle oder auch Hohe Wildstelle ist mit 2747 m ü. A. der zweithöchste Berg der Schladminger Tauern sowie der höchste Berg, der zur Gänze auf steirischem Landesgebiet steht. Der Gipfel befindet sich nahe dem Schnittpunkt der drei Gemeinden Aich, Michaelerberg-Pruggern und Schladming.
Der stufenartig geformte Gipfelblock dominiert mit seinen mächtigen Felswänden den am Ennstal beginnenden Gebirgsrand, bevor dieses im Hochgolling eine noch etwas größere Höhe erreicht.
Der scharfe Südgrat fällt gleich südlich des weithin sichtbaren Gipfelkreuzes zur Wildlochscharte (2488 m) ab und steigt danach wieder zum Berg Himmelreich (2500 m), bevor er im Gipfel des Schneiders (2328 m) ins Tal zur Preintalerhütte abstürzt.
Der für ein Kristallin-Gebirge relativ scharfe Kamm verläuft etwa Nord-Süd. Das Gebiet ist sehr wasserreich: Auch im Umkreis des doch sehr hohen Massivs finden sich einige Bergseen und zwei große Wasserfälle.
Auf die Hochwildstelle führen zwei markierte Routen:
- Aus der Neualmscharte (2347 m) über die Kleine Wildstelle und den Nordwestgrat in 1 Stunde, UIAA I. Die Neualmscharte lässt sich sowohl von der Hans-Wödl-Hütte als auch der Preintalerhütte auf bezeichneten Wegen in 2 – 3 Stunden erreichen.
- Aus der Wildlochscharte (2488 m) über den Südgrat in 1 Stunde, UIAA I. In die Wildlochscharte gelangt man auf bezeichneten Wegen in 2 Stunden von der Preintalerhütte oder der Breitlahnhütte (1100 m).

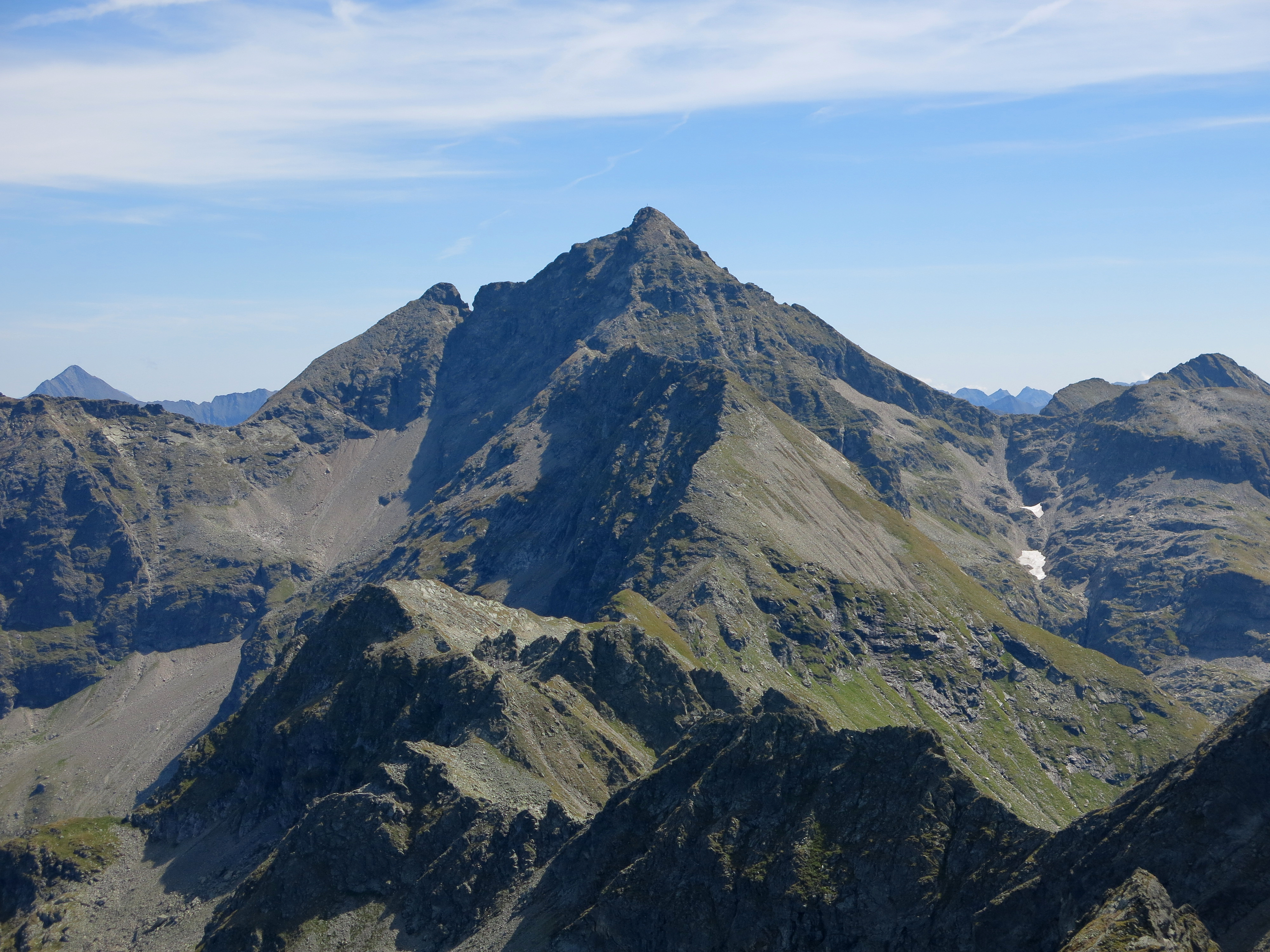
Hochwildstelle von Nordwesten (Höchstein)